# Каледонская складчатость
Каледонская складчатость (от лат. названия Шотландии — Каледония, Caledonia) — эра тектогенеза, выразившаяся в совокупности геологических процессов (интенсивной складчатости, горообразовании и гранитоидном магматизме) в конце раннего — начале среднего палеозоя (500—400 млн лет). Привела к возникновению складчатых горных систем — каледонид. Термин ввёл французский геолог M. Бертран в 1887 году. Наиболее характерные признаки каледонид — несогласие в основании силура или девона и накопление мощных красноцветных континентальных отложений (девонский древний красный песчаник Британских o-вов и его аналоги). 

## Каледониды
Классические каледониды — структуры Британских островов и Скандинавии, северной и восточной Гренландии. Типичные каледониды развиты в центральном Казахстане и северном Тянь-Шане, в юго-восточном Китае, в восточной Австралии. Существенную роль каледонская складчатость сыграла в развитии Кордильер, особенно Южной Америки, северных Аппалачей, срединного Тянь-Шаня и других областей.

Каледониды.

## Фазы складчатости
Наиболее ранние фазы относятся к середине — концу кембрия (салаирская или сардская), основные фазы захватывают конец ордовика — начало силура (таконская) и конец силура — начало девона (позднекаледонская), a заключительная — середина девона (оркадская или свальбардская).

## Полезные ископаемые
C каледонским тектогенезом связаны месторождения руд железа, титана, золота и отчасти молибдена. B серпентинизированных массивах перидотитов и габбро известны месторождения асбеста, талька, магнезита и мелкие рудопроявления хрома, платины, титаномагнетитов, никеля и самородной меди. С салаирскими платогранитами ассоциированы гидросиликатные месторождения железных руд, с таконскими гранодиоритами — гидротермальные месторождения золота. Интрузия эрийских лейкократовых гранитов (верхний силур — нижний девон) сопровождалась образованием пегматитов, альбититов, грейзенов и кварцевых жил с вольфрамитом и молибденитом.